# Lattenstein Norbert
Lattenstein Norbert (Székesfehérvár, 1984. február 13. –) magyar labdarúgó, középpályás, a Balatonfüredi FC játékosa.

## Sikerei, díjai
- 2005-2006 NB1 Bronzérem
- 2006 Magyar-kupa győzelem